# مردگان متحرک: فصل پایانی
مردگان متحرک: فصل پایانی (به انگلیسی: The Walking Dead: The Final Season) یک بازی ویدئویی، در سبک ماجراجویی گرافیکی است، که در تاریخ ۱۴ اوت ۲۰۱۸ توسط تل‌تیل گیمز و اسکای بوند گیمز ساخته و منتشر شد. مجموعه بازی مردگان متحرک براساس کتاب‌های کمیک مردگان متحرک نوشتهٔ رابرت کرکمن ساخته شده‌است. داستان این فصل، به مانند فصل‌های گذشته سرگذشت شخصیت کلمنتاین (با صدای ملیسا هاچیسون) را روایت می‌کند که در این فصل، سرپرستی کودکی به نام آلوین جونیور (با صدای تایلا پارکس) را برعهده گرفته و او را آموزش می‌دهد.
به دنبال تعطیلی ناگهانی کمپانی تل‌تیل گیمز، در ۲۱ سپتامبر ۲۰۱۸، کمپانی اسکای بوند گیمز مسئولیت ساخت ادامهٔ بازی را بر عهده گرفت.

## خلاصه داستان
هشدار: خطر لو رفتن خط داستان

### قسمت اول
چند سال پس از اتفاقات فصل سوم، کلمنتاین به همراه آلوین جونیور (ای جی) برای پیداکردن آب و غذا و همچنین یک مکان امن، مشغول طی کردن مسیری در ویرجینیا هستند. بعد از مدتی این دو نفر، به یک ایستگاه قطار متروکه می‌رسند و متوجه می‌شوند که در این ایستگاه مقدار زیادی مواد غذایی وجود دارد، هنگامی که کلمنتاین برای برداشتن غذاها می‌رود یک تله مخفی فعال شده و سر و صدای آن گله واکرها (نام زامبی‌ها در این مجموعه) را به سمت ایستگاه می‌کشاند. کلم و ای جی بعد از مبارزه ای سخت به ماشین خود می‌رسند ولی بر اثر ازدحام واکرها، ماشین واژگون شده و هر دو نفر از هوش می‌روند. بعد از مدتی کلم درون یک محیط ناشناس بیدار شده و متوجه می‌شود که شخصی به نام مارلون آنها را از ایستگاه قطار نجات داده‌است. مارلون رهبر مدرسه شبانه‌روزی اریکسون است و این‌طور به نظر می‌رسد که از زمان آغاز بیماری، گروه آنها در این مدرسه اقامت دارد و به نوعی، یک جامعه مستقل شکل داده‌است. درون این مدرسه، کلمنتاین با افراد جدیدی آشنا می‌شود، یک نوازنده پیانو به نام لوِئیس، دختری به نام وایولت، پسری خجالتی به نام تنسی و همچنین آسم، روبی، میچ، اومار و ویلی. کلمنتاین و ای جی به این نتیجه می‌رسند که این مدرسه جای بسیار راحتی است و تصمیم می‌گیرند برای اولین بار، سفر کردن بی هدف را کنار گذاشته و به مدرسه اریکسون و ملحق شوند. با این وجود این مدرسه هم مثل تمام جوامع دیگر به غذا و تدارکات برای بقا نیاز دارد و منطقه شکار آنها هر روز کوچکتر می‌شود، کلمنتاین می‌تواند برای شکار یا ماهیگیری با دو گروه، لوئیس و آسم یا وایولت و برودی، راهی جنگل شود، هر انتخاب می‌تواند به شناخت بهتر از شخصیت‌ها کمک کند. در هر حال گروه متوجه می‌شود که یک فرد ناشناس، تمام تله‌های آنها را از بین برده، و در نتیجه آنها نمی‌توانند با غذای کافی به مدرسه برگردند. کلم با گفتن این مطلب که در ایستگاه قدیمی قطار، غذا وجود دارد، ای جی، لوئیس و وایولت را با خود به آنجا می‌برد تا مواد غذایی را خارج کنند. در این لحظه مردی از راه رسیده و تلاش می‌کند غذاها را از آنها بدزدد، کلمنتاین می‌تواند با او درگیر شود یا حرفی نزده و اجازه دهد او با غذاها از آنجا برود. در هر صورت با برگشت آنها به مدرسه و شرح دادن ماجرا برای مارلون، برودی از این واقعه نگران شده و کلمنتاین را برای خروج از منطقه امن و به خطر انداختن دیگران، سرزنش می‌کند. هنگامی که کلم و ای جی به خوابگاه می‌روند تا استراحت کنند، صداهای عجیبی از زیرزمین مدرسه شنیده می‌شود. کلمنتاین خود را به آنجا رسانده و متوجه درگیری لفظی مارلون و برودی می‌شود. برودی به کلمنتاین می‌گوید که مارلون با یک گروه خطرناک در خارج جنگل ارتباط دارد و دو خواهر تنسی، یعنی مینروا و سوفی را با آنها معامله کرده و قصد دارد همین کار را با کلمنتاین و ای جی بکند. مارلون از افشای حقیقت عصبانی شده و برودی را می‌کشد و بعد کلم را در زیرزمین حبس می‌کند. کلمنتاین موفق به فرار از آنجا می‌شود و در مورد خیانت مارلون به همه اطلاع می‌دهد، سرانجام مارلون تسلیم می‌شود ولی ناگهان ای جی از راه رسیده و او را با شلیک به سر می‌کشد زیرا به نظر او تمام هیولاها باید کشته شوند و مارلون از نظر ای جی یک هیولا است.

### قسمت دوم
با کشته شدن مارلون، شوک بزرگی به اعضای مدرسه اریکسون وارد می‌شود و آنها را نسبت به کلمنتاین و ای جی، بی‌اعتماد می‌کند. بعد از خاکسپاری برودی و مارلون، بیشتر ساکنین اریکسون، به اخراج این دو نفر از مدرسه رای می‌دهند و آنها را بیرون می‌کنند. تمام امیدهای کلمنتاین برای یک زندگی آرام از بین می‌رود و آنها دوباره آواره می‌شوند. در طول مسیر، دو نفر، به آنها حمله می‌کنند. یکی از آنها، مردی به نام ایبل (همان کسی که قصد دزدیدن وسایل را داشت) و دیگری زنی به نام لیلی است. (لیلی یکی از شخصیت‌های فصل اول به‌شمار می‌رود) کلمنتاین و لیلی از دیدن دوباره هم بعد از سالها تعجب کرده، و لیلی توضیح می‌دهد که در طول این مدت، او موفق به ساخت یک گروه به نام دلتا شده و کلمنتاین را به گروه خود دعوت می‌کند. کلم متوجه می‌شود که لیلی با مارلون بر سر دانش آموزان مدرسه اریکسون معامله می‌کرده، به همین دلیل پیشنهاد لیلی را رد کرده و با کمک وایولت و لوئیس از دست آنها فرار می‌کند. در حین فرار، ای جی زخمی شده و کلمنتاین موفق می‌شود با کمک پسر مرموزی به نام جیمز، او را به نقطه امنی ببرد. جیمز عضو سابق گروهی به نام نجواگران است و سالها در بین گله واکر زندگی کرده و به همین جهت به آنها عادت کرده‌است. کلم تصمیم می‌گیرد به مدرسه اریکسون برگشته و در مورد لیلی به آنها هشدار دهد. با اصرار وایولت و وضع وخیم ای جی، سرانجام اهالی اریکسون تصمیم می‌گیرند، کلمنتاین را در مدرسه نگه دارند. کلم و وایولت برای جلوگیری از حمله گروه دلتا به مدرسه، تصمیم می‌گیرند که با قرار دادن استحکامات دفاعی و تله‌های مختلف، محیط مدرسه را ایمن کنند. چند هفته بعد مدرسه اریکسون با کمک کلمنتاین در برابر حمله ایمن شده، و گروه آماده است تا در برابر دلتا از خود محافظت کند. (قبل از حمله دلتا، کلمنتاین این فرصت را دارد که نوع رابطه خود را با وایولت و لوئیس مشخص کند). سرانجام لیلی و افرادش به مدرسه یورش برده و یک نبرد بزرگ شکل می‌گیرد. میچ برای کمک به تنسی می‌رود ولی بدست لیلی کشته می‌شود. گروه اریکسون، به ساختمان مدرسه عقب‌نشینی کرده و مبارزه را ادامه می‌دهند، بعد از مدتی لوئیس و وایولت گیر افراد لیلی می‌افتند و کلمنتاین مجبور است یکی از آنها را نجات دهد. لیلی در نهایت، به همراه اومار، آسم و (وایولت یا لوئیس) از مدرسه فرار می‌کنند. کلم که موفق به دستگیر کردن یکی از افراد دلتا، یعنی ایبل شده، تصمیم می‌گیرد که از او بازجویی کند.

### قسمت سوم
یک روز بعد از حمله دلتا به مدرسه، کلمنتاین برای بازجویی از ایبل به زیرزمین می‌رود، تا مکان استقرار لیلی را بفهمد. صرف نظر از نوع شکنجه سرانجام ایبل، که در حال مرگ است، مکان لیلی را لو داده و در آستانه مردن تقاضا می‌کند که آنها مغزش را نابود کنند تا بعد از مرگ مانند یک واکر برنگردد. کلمنتاین می‌تواند تقاضای ایبل را پذیرفته یا رد کند. در هر صورت گروه کلمنتاین، به یک کشتی بزرگ که در حال حاضر محل استقرار گروه دلتا است نزدیک شده تا شرایط را ارزیابی کنند. کلم تصمیم می‌گیرد که برای پرت کردن حواس سربازان دلتا، از گله واکرها استفاده کند، با این وجود تنها کسی که می‌تواند گله را به سمت قایق بفرستد جیمز است. کلمنتاین و ای جی به سراغ جیمز رفته و از او درخواست می‌کنند که گله را برای کمک، به سمت قایق بفرستد. جیمز تنها در صورتی این کار را انجام می‌دهد که کلم درون گله رفته و از نزدیک آنها را زیر نظر بگیرد تا متوجه شود که واکرها چندان خطرناک نیستند، کلمنتاین به توصیه جیمز این کار را انجام داده و بعد می‌تواند حرف جیمز مبنی بر اینکه زامبی‌ها خطرناک نیستند را رد یا تأیید کند. در هر حال جیمز موافقت خود را با نقشه اعلام کرده و گروه به مدرسه برمیگردد، تا نیمه شب عملیات نجات را آغاز کنند. ویلی برای نابود کردن کشتی لیلی، نوعی بمب طراحی می‌کند و روبی تمام بچه‌ها را به یک مهمانی دعوت می‌کند. بعد از تمام شدن مهمانی همگی برای استراحت به خوابگاه می‌روند و کلمنتاین درون رؤیای خود به سالها پیش برمیگردد. زمانی که لی اورت (شخصیت اصلی فصل اول) و کلمنتاین هشت ساله، سوار بر یک قطار عازم ساوانا بودند، کلم با لی صحبت کرده و در نهایت لی به وی افتخار می‌کند و به او می‌گوید که باید دوستان خود را نجات دهد. زمان اجرای عملیات فرا می‌رسد، گروه در پوشش واکرها مخفیانه وارد کشتی شده و بمب را فعال می‌کنند. زمانی که کلم وارد سلول (وایولت یا لوئیس) می‌شود، مینروا، خواهر تنسی به او حمله کرده و لیلی از راه می‌رسد. بعد از مکالمه ای با وی، ای جی به لیلی می‌گوید که او را به دلیل کارهایی که کرده می‌کشد، لیلی که از شهامت ای جی خوشش آمده، او را با خود می‌برد. کلمنتاین خیلی سریع از سلول خود فرار کرده و به لیلی حمله می‌کند، بعد از یک مبارزه سخت با او، ای جی موفق به برداشتن اسلحه شده و کلمنتاین می‌تواند از او بخواهد که به لیلی شلیک کند یا این کار را نکند. اگر ای جی به خواست کلم، لیلی را بکشد جیمز از تصمیم کلمنتاین، که اجازه داده یک کودک مرتکب قتل شود عصبانی می‌شود، و چند لحظه بعد بمب منفجر می‌شود، اگر ای جی به درخواست کلم، به لیلی شلیک نکند، لیلی زنده می‌ماند ولی جیمز کشته می‌شود، و کشتی بر اثر انفجار بمب غرق می‌شود.

### قسمت چهارم
بعد از نابودی کشتی دلتا، کلمنتاین کلاه قدیمی خود، که از پدرش هدیه گرفته بود را از دست می‌دهد و بعد از نجات دادن ای جی، با سختی زیاد از کشتی در حال غرق شدن خارج می‌شود، اگر لیلی زنده باشد در این لحظه یک قایق برداشته و از آنجا فرار می‌کند. کلمنتاین تمام اعضای گروه خود را جمع کرده و همگی در مسیرهای متفاوت به سمت مدرسه حرکت می‌کنند. کلم، ای جی و تنسی با کمک جیمز (اگر زنده باشد) وارد یک غار می‌شوند. درون غار و در صورت زنده بودن جیمز، او که از تصمیم کلم (مبنی بر کشتن لیلی) عصبانی است با او درگیر می‌شود و کلم او را متعاقد می‌کند که کشتن لیلی کاری ضروری بوده و امنیت آنها را تضمین کرده‌است. جیمز که همچنان ناراحت است، برای همیشه از گروه آنها جدا می‌شود، اگر جیمز در کشتی کشته شده باشد، به صورت یک واکر آنها را تعقیب می‌کند. در هر صورت گروه موفق به خروج از غار شده و به سمت مدرسه حرکت می‌کند. در طول مسیر، وایولت یا لوئیس (کسی که کلمنتاین تصمیم گرفت او را در قسمت دوم نجات دهد) به آنها ملحق می‌شوند و همگی، به یک پل می‌رسند. هنگامی که گروه قصد پریدن از روی پل را دارند، مینروا با گله ای از واکرها از راه رسیده و با تبر پای کلمنتاین را به شدت زخمی می‌کند. بسته به انتخابات کلم و تعلیمات او به ای جی، ممکن است لوئیس، وایولت یا تنسی جان خود را از دست دهند. کلمنتاین که برای عزاداری وقت ندارد به سرعت حرکت خود را به مدرسه از سر می‌گیرد ولی یک واکر پای او را گاز می‌گیرد. با در نظر گرفتن این واقعیت که به زودی کلمنتاین به واکر تبدیل می‌شود، او و ای جی، به یک انبار غله در نزدیکی می‌روند و کلمنتاین می‌تواند از ای جی بخواهد که او را بکشد یا او را ترک کند، (مشابه اتفاقی که در انتهای فصل اول برای لی افتاد) در هر صورت ای جی با تبر به کلمنتاین ضربه می‌زند و داستان به چند سال قبل و مدتی بعد از وقایع فصل سوم کشیده می‌شود. زمانی که کلمنتاین با فهمیدن مکان ای جی او را از مزرعه مک کارول نجات می‌دهد. زمانی که به نظر می‌رسد کلمنتاین بدست ای جی کشته شده، معلوم می‌شود که ای جی با قطع کردن به موقع پای او، وی را از مرگ نجات داده‌است. کلم و ای جی سرانجام موفق می‌شوند دوستان خود را از خطر نجات دهند و مدرسه اریکسون را، به یک مکان امن برای زندگی تبدیل کنند.
فصل چهارم مردگان متحرک یک پایان اصلی دارد ولی بسته به انتخابات شما در طول بازی، ده حالت مختلف می‌تواند در انتها اتفاق بیفتد.

## شخصیت‌های اصلی
| نام شخصیت            | قسمت‌های حضور داشته | توضیحات | وضعیت در پایان داستان | صداگذار در بازی  |
| -------------------- | ------------------ | --- | --------------------- | ---------------- |
| کلمنتاین             | ۱ تا ۴             | دختری که از کودکی مجبور به مبارزه برای بقا می‌شود و سختی‌های زیادی را تجربه می‌کند. کلمنتاین شخصیتی قاطع، مهربان و فداکار دارد و خیلی خوب می‌تواند در یک گروه نظم و امنیت را برقرار کند. کلمنتاین در تمام فصل‌های مردگان متحرک حضور داشته و اصلی‌ترین شخصیت این سری بازی به‌شمار می‌رود                        | زنده                  | ملیسا هاچیسون    |
| آلوین جونیور (ای جی) | ۱ تا ۴             | ای جی برای اولین بار در فصل دوم حضور پیدا می‌کند و خیلی زود یتیم می‌شود. ای جی پسربچه ای است که تمام زندگی خود را در میان زامبی‌ها سپری کرده و به همین دلیل بسیار سرسخت می‌باشد و نسبت به دوستانش مهربان است. آلوین جونیور در این فصل تحت آموزش‌های کلمنتاین قرار می‌گیرد و بیشتر از هر کسی او را دوست دارد. | زنده                  | تایلا پارکس      |
| لیلی                 | ۲ تا ۴             | لیلی یکی از شخصیت‌های فصل اول می‌باشد که با کشتن یکی از اعضای گروه لی، راه خود را برای همیشه از آنها جدا می‌کند. لیلی در این فصل ریاست یک گروه به نام دلتا را برعهده دارد و دانش آموزان مدرسه اریکسون را به سربازهای خود تبدیل می‌کند. وی ضد قهرمان اصلی این فصل به‌شمار می‌رود                              | زنده-مرده             | نیکی رپ          |
| وایولت               | ۱ تا ۴             | وایولت دختری سرسخت، مهربان و وفادار است و نسبت به مدرسه خود احساس مسئولیت می‌کند. بعد از مرگ مارلون او کنترل مدرسه را برعهده می‌گیرد و با کمک کلمنتاین استحکامات دفاعی را در مدرسه برپا می‌کند. وایولت همجنس‌گرا است و کلمنتاین می‌تواند با او وارد رابطه شود (تعیین‌کننده)                                  | زنده-مرده             | گیدئون آدلون     |
| لوئیس                | ۱ تا ۴             | لوئیس یک نوازنده پیانو خوش قلب و کمی بیخیال است. وی صمیمی‌ترین دوست مارلون محسوب می‌شود و بعد از مرگ مارلون با کلمنتاین سرد رفتار می‌کند ولی خیلی زود به اشتباه خود پی برده و دوباره دوست صمیمی او می‌شود. در مقطعی کلمنتاین می‌تواند با وی وارد رابطه شود (تعیین‌کننده)                                     | زنده-مرده             | استرلینگ سولیمان |
| جیمز                 | ۲ تا ۴             | جیمز عضو سابق گروه نجواگران است که از خشونت متنفر بوده و سالها در میان گله زامبی‌ها زندگی می‌کند. جیمز برای نجات دانش آموزان اریکسون به کلمنتاین کمک می‌کند. | زنده-مرده             | جانی یونگ بوش    |
| تنسی                 | ۱ تا ۴             | تنسی پسری آرام و صلح طلب است و شخصیتی روشن فکر دارد. خواهران او یعنی مینروا و سوفی با اشتباه مارلون به گروه دلتا ملحق شدند. | زنده-مرده             | زایر همپتون      |
| ایبل                 | ۱ تا ۴             | ایبل یکی از نزدیک‌ترین افراد لیلی است و دست راست او محسوب می‌شود. ایبل یک سرباز قدرتمند است. | مرده                  | الکس فرناندز     |
| مینروا               | ۳ تا ۴             | مینروا خواهر تن است که در گذشته به همراه سوفی به گروه دلتا ملحق شد. وی به گروه خود وفادار است. | مرده                  | چرامی لی         |
| مارلون               | ۱                  | مارلون رهبر مدرسه اریکسون است و کلمنتاین را از دست زامبی‌ها نجات می‌دهد. مارلون دوست صمیمی لوئیس محسوب می‌شود و با گروه دلتا رابطه دارد. | مرده                  | ری چیس           |

## گیم پلی
مانند سایر بازی‌های سری مردگان متحرک، این فصل، یک بازی ماجراجویی گرافیکی است، که در آن بازیکن در تلاش برای زنده ماندن در جهانی که توسط یک بیماری مرموز به پایان رسیده و بیشتر انسان‌ها به زامبی تبدیل شده‌اند، مجبور به مبارزه می‌شود. مانند فصل دوم شخصیت قابل کنترل اصلی در این بازی دختر جوانی به نام کلمنتاین است. بازیکن می‌تواند شخصیت کلمنتاین را برای مبارزه با زامبی‌ها، انتخاب دیالوگ، جمع‌آوری برخی وسایل و گشتن در محیط بازی کنترل کند. در هر قسمت، انتخاب‌های بازیکن می‌تواند باعث تغییر در برخی اتفاقات در قسمت‌های بعدی شود، همچنین انتخابات شما در فصل‌های قبلی هم بر روند بازی تأثیر می‌گذارد. افرادی که به هر دلیلی، به انتخابات اصلی خود در سه فصل گذشته دسترسی ندارند می‌توانند با قابلیت جدید بازی، مجدداً شروع به انتخاب کنند و بازی را شروع کنند. این بازی همچنین با محدودیت‌هایی از نظر انتقال فایل ذخیره‌سازی روبرو است به عنوان مثال ذخیره‌های بازی در ایکس‌باکس ۳۶۰ و پلی‌استیشن ۳ از دو فصل اول سری مردگان متحرک با این فصل سازگار نیستند.
فصل نهایی بازی یعنی The Walking Dead: The Telltale Definitive Series در ۱۰ سپتامبر ۲۰۱۹ برای سیستم عامل‌های اکس‌باکس وان، پلی‌استیشن ۴ و مایکروسافت ویندوز عرضه شد. این مجموعه شامل هر چهار فصل اصلی بازی به همراه تمام قسمت‌های اضافی است، فصل‌های گذشته مردگان متحرک از نظر گرافیکی و نورپردازی در این مجموعه بهبود اساسی پیدا کرده‌اند و فایل‌های ذخیره‌سازی در این مجموعه به راحتی مورد استفاده قرار می‌گیرد.
در بخشهایی از بازی، بازیکن ملزم به واکنش‌های سریع در برابر زامبی‌ها یا برخی افراد می‌شود، عدم واکنش، معمولاً منجر به مرگ کلمنتاین یا شخصیت اصلی دیگر می‌شود و بازیکن مجبور می‌شود دوباره آن قسمت را انجام دهد. فصل نهایی مردگان متحرک، آزادی عمل بیشتری به بازیکن در هنگام مبارزه (نسبت به فصول گذشته) با زامبی‌ها می‌دهد و سیستم مبارزاتی بازی پیشرفت زیادی کرده‌است.

## قسمت‌های بازی
این بازی در چهار قسمت منتشر شده‌است.
| شم. کلی | شم. در فصل | عنوان                 | کارگردان                 | نویسنده                                                   | Original release date |
| ------- | ---------- | --------------------- | ------------------------ | --------------------------------------------------------- | --------------------- |
| ۱۷      | ۱          | «دویدن تمام شد»       | کریس ربرت وهرام آنتونیان | جسیکا کراوز آدام اسکونازی داگلاس مری کنی لورن می          | ۱۴ اوت ۲۰۱۸           |
| ۱۸      | ۲          | «زجر کودکان»          | کریس ریزر                | جیمز ویندلر مری کنی                                       | ۲۵ سپتامبر ۲۰۱۸       |
| ۱۹      | ۳          | «اسباب بازی‌های شکسته» | رایان دی چان کریس ریزر   | لورن می مارک دارین                                        | ۱۵ ژانویه ۲۰۱۹        |
| ۲۰      | ۴          | «مارو برگردون»        | کریس ربرت                | آدام اسکونازی داگلاس جیمز ویندلر مایکل کرکبراید کریس ربرت | ۲۶ مارس ۲۰۱۹          |

## توسعه
در ژوئیه ۲۰۱۷، و در کامیک-کان سن دیگو، خبر ساخت و انتشار بازی مردگان متحرک: فصل پایانی در ۱۴ اوت ۲۰۱۸ برای اکس‌باکس وان، پلی‌استیشن ۴ و مایکروسافت ویندوز اعلام شد و همچنین معلوم شد که نسخه نینتندو سوئیچ نیز در اواخر همان سال عرضه خواهد شد. کمپانی تل تیل تصمیم گرفت که در این فصل شخصیت کلمنتاین با صدای ملیسا هاچیسون را به عنوان محور اصلی داستان قرار دهد، زیرا به نظر می‌رسید که اکثر افراد از اینکه در فصل سوم بازی، قهرمان اصلی بازی کلمنتاین نبوده‌است، ناراضی بوده‌اند. تل تیل قصد داشت که این فصل نیز به مانند فصل اول یک داستان بسیار تأثیر گذار داشته باشد، به همین واسطه کلمنتاین مجدداً به عنوان شخصیت اصلی برگزیده شد. برای تحقق این هدف، تل تیل، گری ویتا، نویسنده فصل اول و محتوای «۴۰۰ روز» را برای کمک به تکمیل داستان کلمنتاین برگرداند.

## بازخورد
| بازی                         | متاکریتیک                          |
| ---------------------------- | ---------------------------------- |
| کل فصل                       | (PC) 79 (PS4) 77 (XONE) 77 (NS) 80 |
| قسمت اول-دویدن تمام شد       | (PC) 76 (PS4) 75 (XONE) 72 (NS) 75 |
| قسمت دوم-رنج کودکان          | (PC) 69 (PS4) 71 (XONE) 75 (NS) 70 |
| قسمت سوم-اسباب بازی‌های شکسته | (PC) 74 (PS4) 78 (XONE) 80 (NS) 80 |
| قسمت چهارم-مارو برگردون      | (PC) 79 (PS4) 75 (XONE) 85 (NS) 83 |

فصل نهایی مردگان متحرک به‌طور کلی نقدهای مثبتی دریافت کرد، و به دلیل شخصیت پردازی عالی، بهبود گرافیک و سیستم کنترل شخصیت مورد ستایش بسیاری از سایت‌های معتبر قرار گرفت. بسیاری از منتقدان و طرفداران سری مردگان متحرک، آن را پیشرفتی نسبت به نسخه قبلی و بازگشتی دوباره به فرم اصلی بازی می‌دانند. سایت آی جی ان، از این بازی به دلیل نمایش صحنه‌های زیبا و عاطفی میان کلمنتاین و ای جی و همچنین شخصیت پردازی قدرتمند تقدیر کرد، با این وجود از برخی صحنه‌های غیر ضروری و اضافی در این بازی انتقاد کرد. آی جی ان به این بازی نمره ۷٫۵ از ۱۰ را داد. همچنین این سایت برای دو قسمت ابتدایی بازی نقدهای جداگانه منتشر کرد. قسمت اول بازی نمره ۶٫۵ از ۱۰ را دریافت کرد، این قسمت به دلیل روند کسل کننده داستانی نتوانست نمره بالاتری دریافت کند. قسمت دوم بازی نمره ۵ از ۱۰ را دریافت کرد، آی جی ان به این قسمت به دلیل ضعف در داستان و نشان ندادن درست وقایع پیش آمده نمره پایینی داد.
سایت متاکریتیک نیز برای این بازی و قسمت‌های آن به صورت جداگانه نقد نوشت. این سایت، به قسمت اول بازی بر روی چهار سیستم عامل نمرات متفاوتی داد. قسمت اول با عنوان Done Running، بر روی سیستم عامل ویندوز نمره ۷۶ از ۱۰۰، بر روی پلی استیشن ۴ نمره ۷۵ از ۱۰۰، بر روی ایکس باکس وان نمره ۷۲ از ۱۰۰ و در نهایت بر روی سیستم نینتندو، نمره ۷۵ از ۱۰۰ را دریافت کرد.
قسمت دوم بازی با عنوان Suffer the Children، از سوی این سایت بر روی ویندوز نمره ۶۹ از ۱۰۰، در پلی استیشن ۴ نمره ۷۱ از ۱۰۰، بر روی ایکس باکس وان نمره ۷۵ از ۱۰۰ و بر روی نینتندو نمره ۷۰ از ۱۰۰ را دریافت کرد.
قسمت سوم یعنی Broken Toys، نمره ۷۴ از ۱۰۰ بر روی ویندوز، نمره ۷۸ از ۱۰۰ را روی پلی استیشن ۴، نمره ۸۰ از ۱۰۰ را بر روی ایکس باکس وان و نینتندو دریافت کرد.
و در نهایت قسمت آخر این سری یعنی Take Us Back، موفق به دریافت نمره ۷۹ از ۱۰۰ بر روی ویندوز، نمره ۷۵ از ۱۰۰ بر روی پلی استیشن ۴، و نمره ۸۵ و ۸۳ بر روی ایکس باکس وان و نینتندو شد.

## واژه‌نامه
1. ↑  Clementine
2. ↑  Alvin Junior
3. ↑  Virginia
4. ↑  Walkers
5. ↑  Marlon
6. ↑  Ericson's Boarding School
7. ↑  Louise
8. ↑  Violet
9. ↑  Tennessee
10. ↑  Aasim
11. ↑  Ruby
12. ↑  Mitch
13. ↑  Omar
14. ↑  Willy
15. ↑  Minerva
16. ↑  Sophie
17. ↑  Abel
18. ↑  Lily
19. ↑  James
20. ↑  Whisperers
21. ↑  Lee Everett
22. ↑  McCarroll Ranch
23. ↑  Melissa Hutchison
24. ↑  Tayla Parx
25. ↑  Nicki Rapp
26. ↑  Gideon Adlon
27. ↑  Sterling Sulieman
28. ↑  Johnny Yong Bosch
29. ↑  Zaire Hampton
30. ↑  Alex Fernandez
31. ↑  Cherami Leigh
32. ↑  Ray Chase